# سيمخا هولتسبرغ
سيمخا هولتسبرغ (بالعبرية: שמחה הולצברג) (18 أبريل 1924 - 13 فبراير 1994) هو ناشط سياسي إسرائيلي، وناجي من الهولوكوست النازي. عُرف بلقب «أبو الجنود الجرحى».
حصل على جائزة إسرائيل للمساهمة الخاصة للمجتمع والدولة في عام 1976.

## حياته

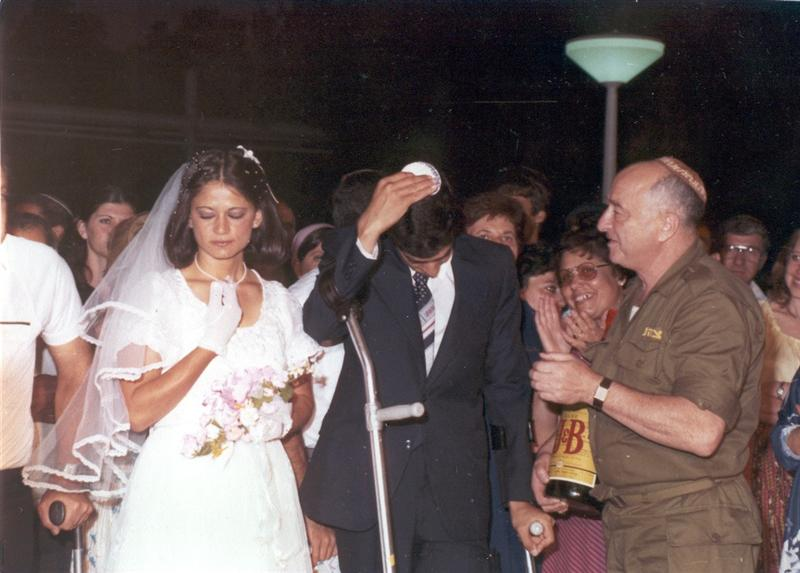
سيمخا هولتيبرغ (على اليمين) يحضر حفل زفاف جندي جريح.

ولد هولتزبرغ في وارسو في بولندا، لأبوين هما شموئيل وتسيبوراه هولتزبرغ. وشارك في انتفاضة غيتو وارسو، وأسره النازييون وأُرسل إلى معسكرات اعتقال مختلفة، وتم تحريره من معسكر اعتقال بيرغن بيلسن. 
هاجر هولتزبرغ إلى إسرائيل في عام 1949، واشتهر بنضاله العنيد ضد تطبيع العلاقات بين إسرائيل وألمانيا. وكان ينظم مظاهرات في كل مرة يأتي فيها مسؤول ألماني رفيع المستوى إلى إسرائيل. 
كما أنشأ مكتبات للهولوكوست ونشر قصائد إسحاق كاتزينلسون المعروف بلقب «شاعر الهولوكوست». وكان صديقاً للحاخام الشهير أرييه ليفين من القدس المعروف بأبي الأسرى.  أثر فيه إخلاص ليفين وتكريسه حياته لخدمة قضيته، على إخلاص هولتزبيرج طوال حياته للجنود الجرحى، الذين اعتبرهم «مقدسي وشرفاء الأمة».
عرف هولتسبرغ في إسرائيل باسم «أبو الجنود الجرحى». حيث كرس حياته لزيارة ومساعدة الجنود الجرحى في الخدمة وضحايا الإرهاب في إسرائيل. كان هدفه إعادة الجرحى إلى حياتهم الطبيعية وتمكينهم من العودة إلى المجتمع بنجاح.
في عام 1976، حصل هولتزبرغ على جائزة إسرائيل، لمساهمته الخاصة في المجتمع ودولة إسرائيل.

## وفاته

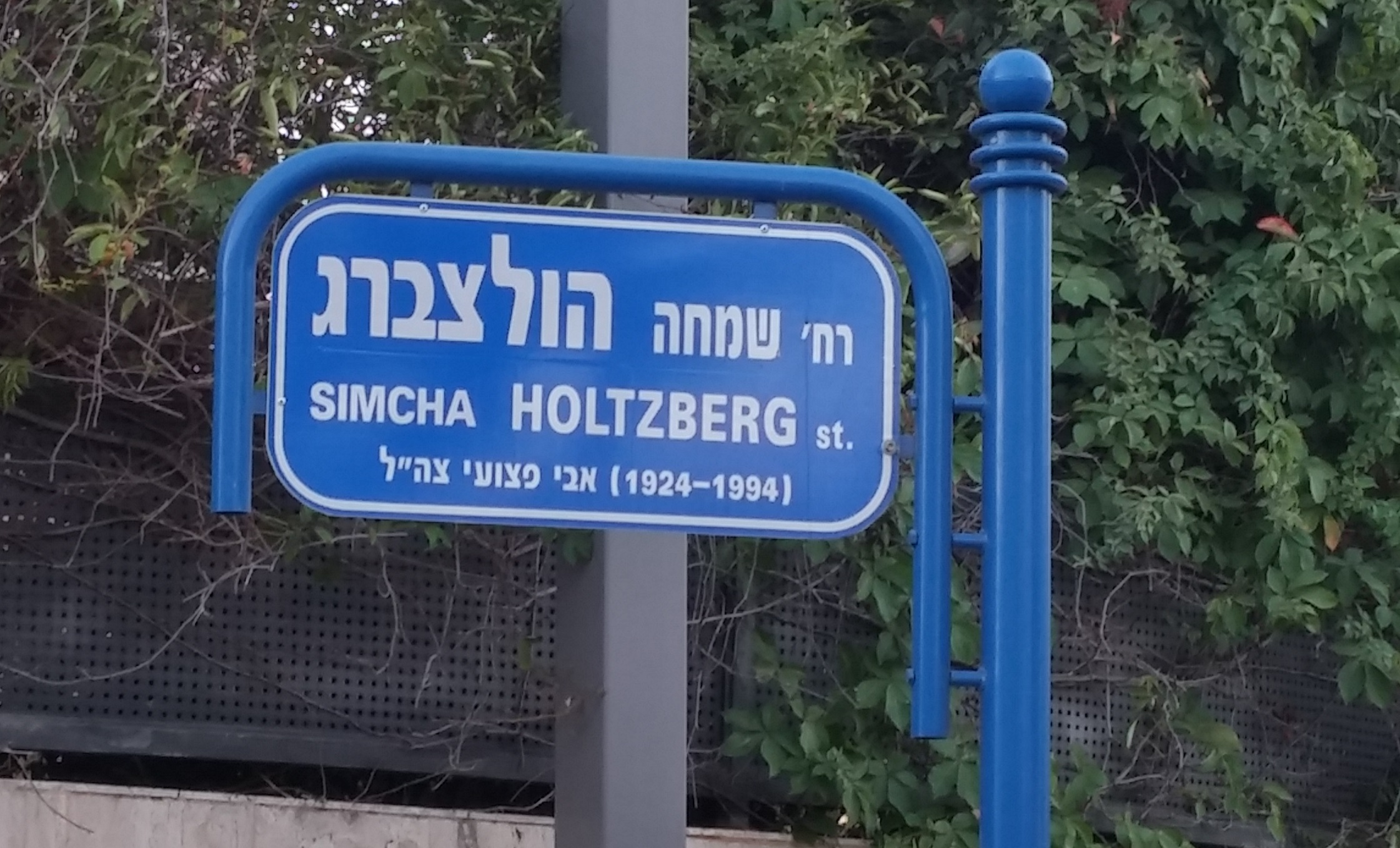
شارع سيمخا هولتسبرغ في هرتسليا

توفي هولتزبرغ خلال حفل أقيم على شرف الجرحى في 13 فبراير 1994. ودفن في مقبرة السنهدرية في القدس.
أصدر اتحاد الطوابع في إسرائيل طابعًا في ذكراه في 19 أبريل 1999، في الذكرى 75 لميلاده، وتظهر صورته وتحته كتب «والد الجنود الجرحى». وسميت عشرات الشوارع في إسرائيل تخليدا لذكراه، بما في ذلك شارع في بسغات زئيف بالقدس.

## روابط خارجية
- طابع أصدر في ذكراه